# Ligne de Béchar à Abadla
La ligne de Béchar à Abdala, ou ligne de Colomb-Béchar à Abadla, est une ancienne ligne ferroviaire algérienne qui reliait Colomb-Béchar (actuelle Béchar) à Abadla dans le nord-ouest du Sahara algérien.
Longue de 90 km, à voie unique et à écartement standard de 1 435 mm, la ligne a été mise en service en 1948 lors du prolongement du chemin de fer transsaharien de Béchar à Abadla. La ligne est fermée en 1962, à l'indépendance de l'Algérie.

## Histoire
Le 8 décembre 1941 est mis en service la section entre Bouarfa (au Maroc) et Colomb-Béchar, longue de 165 km, de la ligne du chemin de fer transsaharien (ou chemin de fer Méditerranée-Niger). Cette ligne, à écartement standard de 1 435 mm, a pour origine la ville de Nemours (actuelle Ghazaouet), dans le nord-ouest de l'Algérie, traverse du nord au sud toute la partie orientale du Maroc de Oujda à Bouarfa, avant d'atteindre Colomb-Béchar dans une gare séparée, nommée Béchar - Méditerranée-Niger, située à proximité de la gare historique,.
La ligne du Transsaharien, qui devait relier le port de Nemours et Oujda (au Maroc), à Segou (au Mali) et Niamey (au Niger) via Tessit (au Mali), est prolongée jusqu'à Abadla en 1948. Cette section, longue de 90 km, sera la dernière du Transsaharien à avoir été construite,. 
La ligne est fermée en 1962, après l'indépendance de l'Algérie.

## La ligne

### Caractéristiques
Longue de 90 km, la ligne est une voie unique à écartement standard et n'est pas électrifiée.  

### Tracé et profil
La ligne a pour origine la gare de Béchar - Méditerranée-Niger, située à proximité de la première gare de Béchar de la ligne d'Oran à Kenadsa. À la sortie ouest de la gare, elle prend une direction sud-ouest pour contourner Béchar par l'Ouest. Peu après avoir quitté Béchar, deux antennes se débranchent de la ligne pour desservir les bassins houillers de Kenadsa et de Béchar-Djedid. Ces deux antennes sont à écartement normal (1 453 mm), contrairement à celles issues de la ligne d'Oran à Kenadsa qui sont à écartement étroits (1 055 mm) et qui desservent aussi les deux sites houillers.

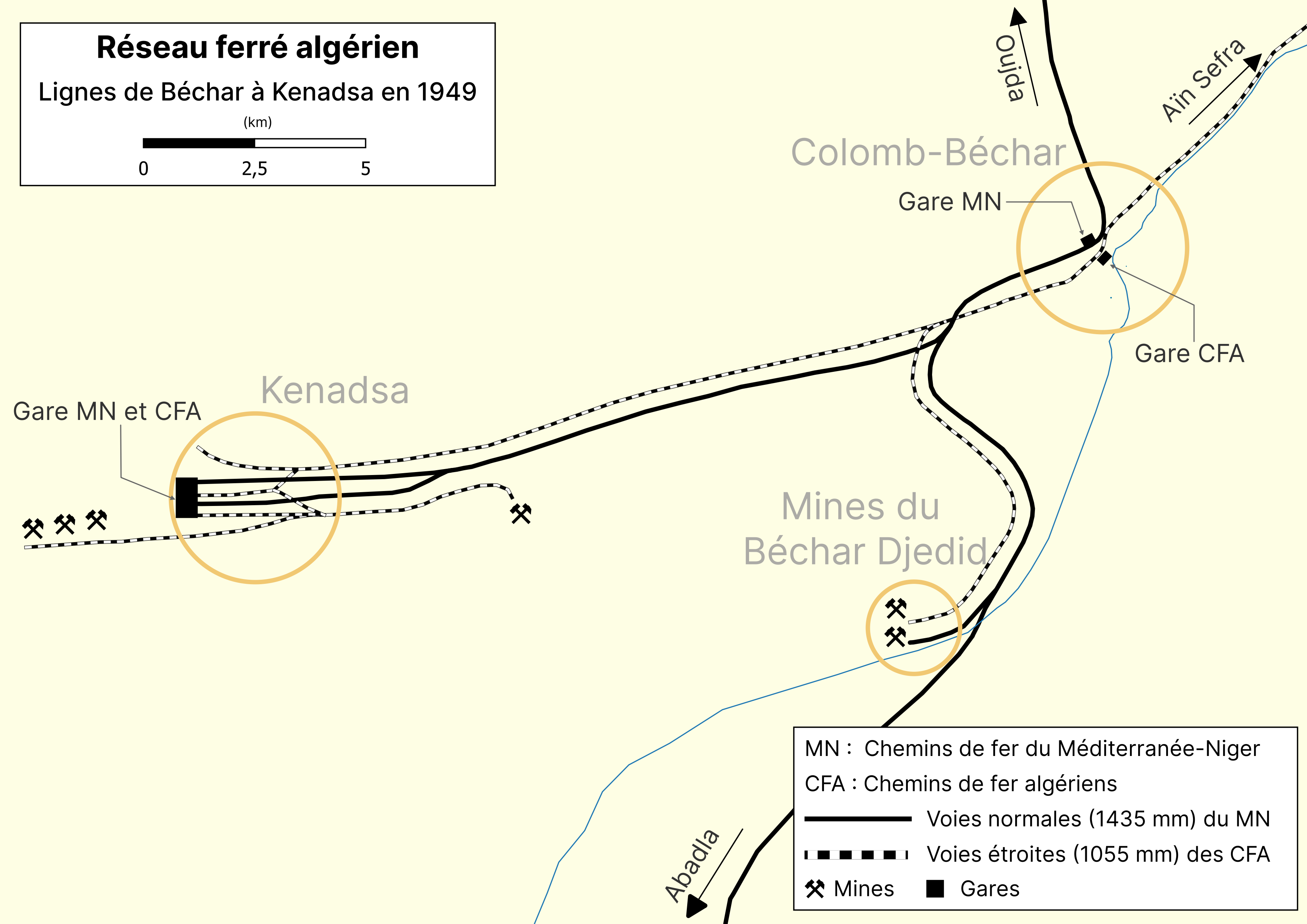
Les lignes ferroviaires entre Béchar et Kenadsa en 1949.

La ligne prend ensuite une direction sud-ouest jusqu'à Abadla. Son parcours, quasi rectiligne, s'effectue sur les bords orientaux de l'Hamada du Guir entre le chebket Mennouna, à l'ouest, et le djebel Oum El Graf, à l'est. Elle descend la vallée de l'oued Béchar qu'elle franchit à deux reprises au moyen de gabions ancrés dans le roc afin de ne pas faire obstacle à l'eau de l'oued lors des inondations provoquées par celui-ci. 

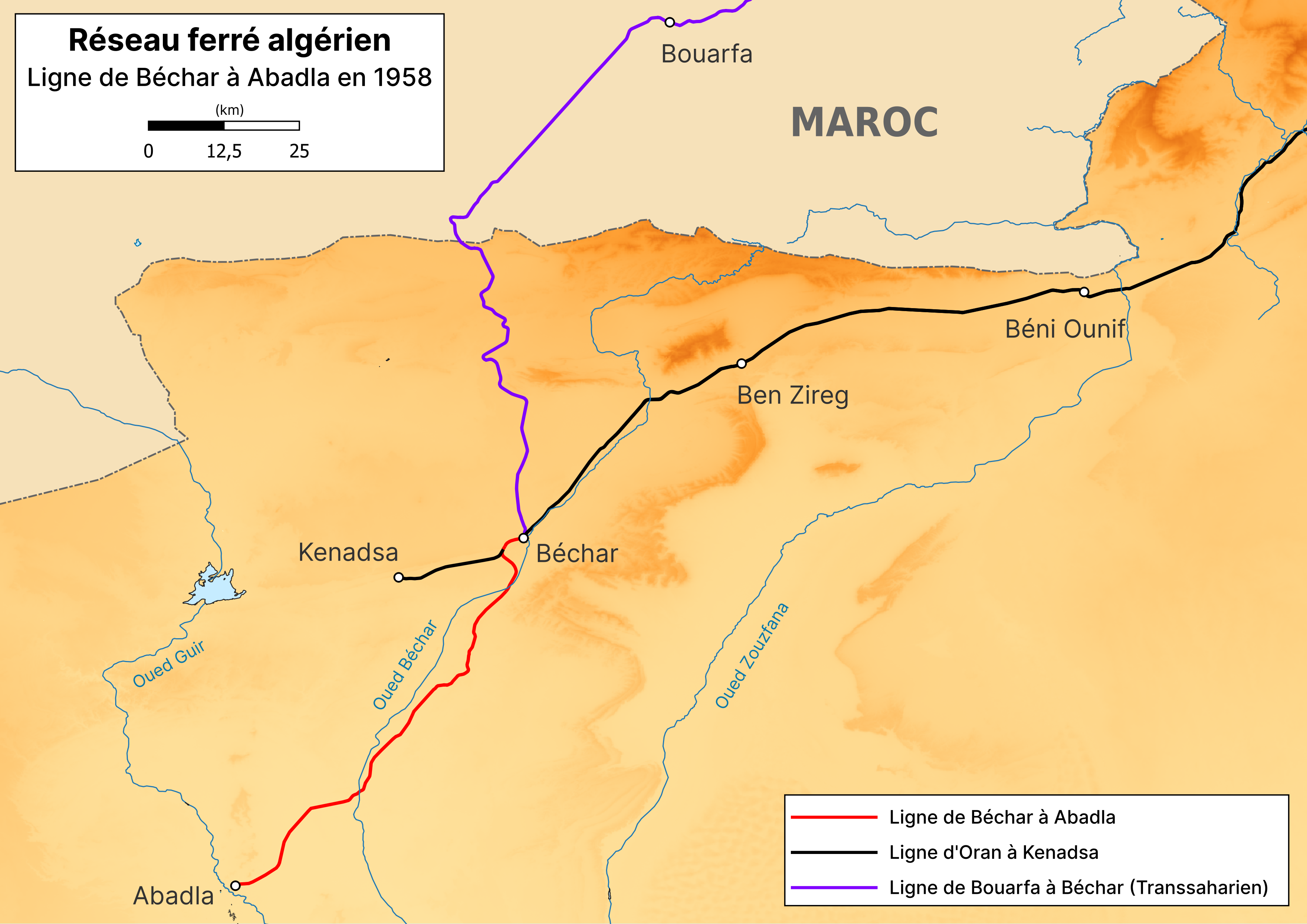
Tracé de la ligne de Béchar à Abadla dans le nord-ouest du Sahara algérien.

## Gares de la ligne
| Gare | Commune actuelle | PK depuis Béchar | PK depuis le PK0(*) | PK depuis Oujda | Altitude |
| --- | ---------------- | ---------------- | ------------------- | --------------- | -------- |
| Béchar - Méditerranée-Niger                                                                                             | Béchar           | PK 000           | PK 164              | PK 452          | 783 m    |
| Abadla | Abadla           | PK 090           | PK 254              | PK 542          | 580 m    |
| (*) Le PK 0 de la ligne est situé au PK 288,9 de la ligne du Chemin de fer du Maroc oriental (CMO), au nord de Bouarfa. |                  |                  |                     |                 |          |